# Opostomias mitsuii
Opostomias mitsuii är en fiskart som beskrevs av Imai, 1941. Opostomias mitsuii ingår i släktet Opostomias och familjen Stomiidae. Inga underarter finns listade i Catalogue of Life.